# Frederick Arthur Halsey
Frederick Arthur Halsey (Unadilla, Condado de Otsego, Nova Iorque, 12 de julho de 1856 – 20 de outubro de 1935) foi um engenheiro mecânico e economista estadunidense, editor durante longo tempo do periódico American Machinist, e particularmente conhecido por seu artigo de 1891, "The premium plan of paying for labor."

## Biografia
Filho do médico Gaius Leonard Halsey e de Juliet Cartington Halsey, é irmão mais novo de Francis Whiting Halsey (1851–1919). Graduado em engenharia mecânica aos 22 anos de idade em 1878 na Universidade Cornell.

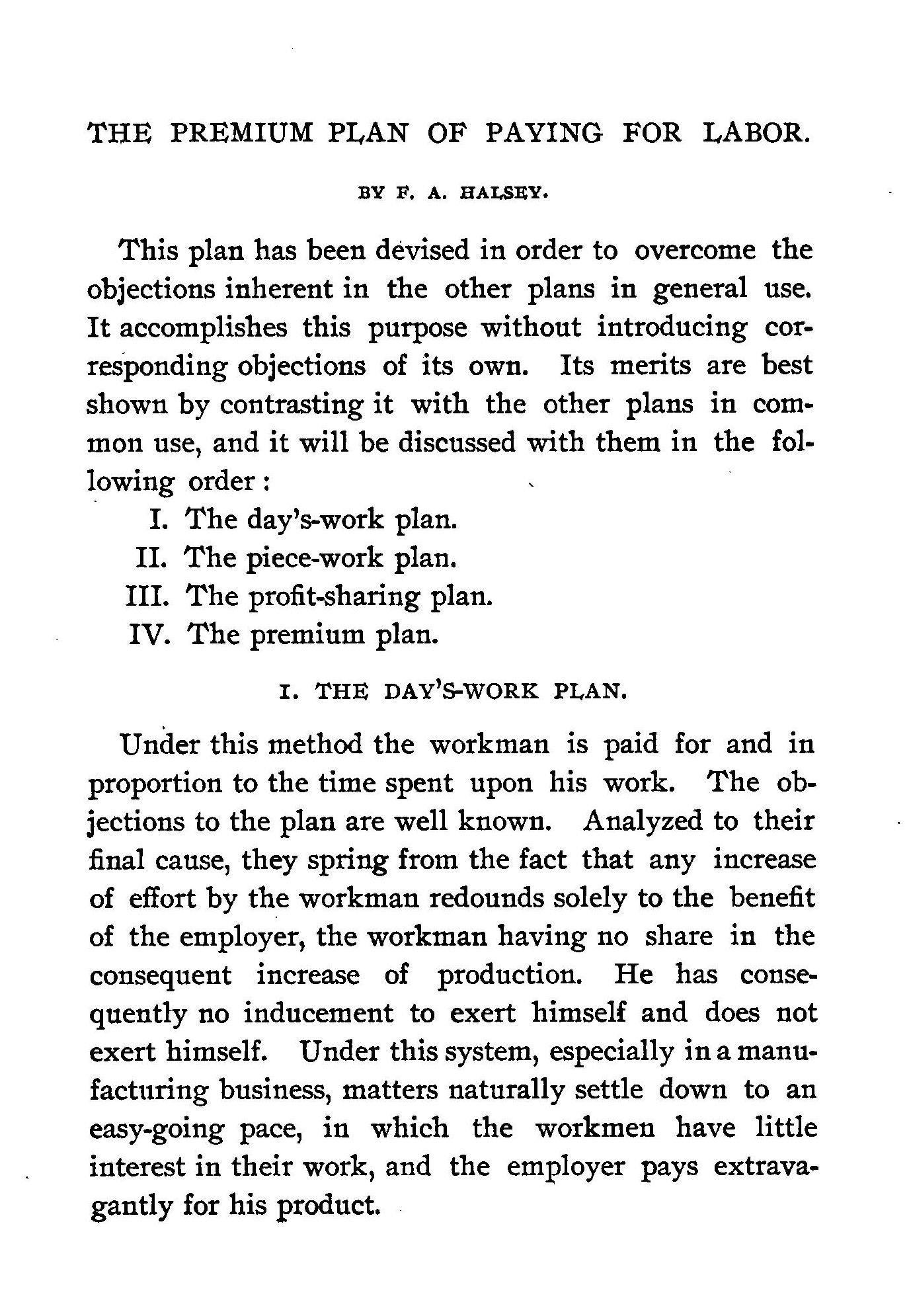
The Premium Plan of Paying for Labor, 1891

Recebeu a Medalha ASME de 1922.

## Publicações selecionadas
- Frederick A. Halsey, "The Premium Plan of Paying for Labor," Transactions of the American Society of Mechanical Engineers, XXII (1891),
- Halsey, Frederick Arthur. Slide Valve Gears: An Explanation of the Action and Construction of Plain and Cut-off Slide Valves. D. Van Nostrand Company, 1894.
- Towne, Henry Robinson, Frederick Arthur Halsey, and Frederick Winslow Taylor. The adjustment of wages to efficiency: three papers... Vol. 1. No. 2. For the American economic association by the Macmillan company, 1896.
- Halsey, Frederick Arthur. The locomotive link motion. Press of Railway and Locomotive Engineering, 1898.
- Halsey, Frederick Arthur. The premium plan of paying for labor. Cornell University, Sibley Journal Press, 1902.
- Halsey, Frederick Arthur. Worm and spiral gearing. No. 116. D. Van Nostrand Company, 1903.
- Halsey, Frederick Arthur, and Samuel Sherman Dale. The metric fallacy. D. Van Nostrand Company, 1904.
- Smith, Charles Follansbee, and Frederick Arthur Halsey. The Design and Construction of Cams. Hill Publishing Company, 1906.
- Halsey, Frederick Arthur. Handbook for Machine Designers and Draftsmen. McGraw-Hill book Company, Incorporated, 1913.
- Halsey, Frederick Arthur. Methods of machine shop work: for apprentices and students in technical and trade schools. McGraw-Hill Book Company, inc., 1914.